# Mitu Iwa
Mitu Iwa är en kulle i Antarktis. Den ligger i Östantarktis. Norge gör anspråk på området. Toppen på Mitu Iwa är 31 meter över havet.
Terrängen runt Mitu Iwa är kuperad åt sydost, men norrut är den platt. Havet är nära Mitu Iwa åt nordväst. Trakten är glest befolkad. Närmaste befolkade plats är Showa Station, 7,6 kilometer sydväst om Mitu Iwa. 